# Hermann Schröder (Historiker)
Hermann Schröder (* 27. Januar 1798 in Lübeck; † 28. Dezember 1856) war ein deutscher Jurist, Kaufmann und Historiker.

## Leben
Hermann Schröder war einer der Söhne eines Lübecker Kaufmanns und Betreibers einer Zuckersiederei. Er besuchte ab 1808 das Katharineum zu Lübeck und schloss sich in den Befreiungskriegen 1815 der Hanseatischen Legion an. Nach kurzer Rückkehr an das Katharineum bis Ostern 1816 studierte er Rechtswissenschaften an den Universitäten Göttingen und Jena. Während seines Studiums wurde er in Göttingen 1817 Mitglied des Corps Brunsviga Göttingen und später 1817 in Jena Mitglied der Urburschenschaft. Er nahm 1817 am Wartburgfest teil. 1817 und 1818 war er Mitglied des Ausschusses und 1818 bis 1819 Vorsteher der Burschenschaft. Auf deren Auflösungsversammlung am 6. November 1819 trat er als Redner auf. An der Universität Jena wurde er 1819 zum Doktor beider Rechte promoviert. Im selben Jahr trat er eine Reise nach Süditalien an. Ende des Jahres kehrte er nach Lübeck zurück.
Er wurde Advokat in Lübeck, bewarb sich aber, da die Anwaltstätigkeit für ihn nicht auskömmlich war, 1825 um eine Stelle als Ratssekretär der Stadt, die er aber nicht erhielt, weil ihm der Bürgermeistersohn Ludolph Heinrich Kindler ohne ein abgeschlossenes Studium vorgezogen wurde. Er wandte sich dem Kaufmannsstand zu und wurde Mitglied der Lübecker Schonenfahrer. Auch hier blieb der gewünschte Erfolg aus, und 1827 geriet sein Bruder, der das väterliche Geschäft fortführte, in Insolvenz. 1830 folgte er seinem Bruder, der vor seinen Gläubigern ausgewandert war, in die Vereinigten Staaten, kehrte aber bereits 1832 nach Lübeck zurück und nahm zunächst kaufmännische Tätigkeiten im Versicherungsbereich wieder auf, unteren anderem leitete er die 5. See-Assekuranz-Companie.
Nebenher befasste sich Schröder mit Lübecker Geschichte und Genealogie. 1844 wurde er Staatsbeliehener und mit der Leitung des in Lübeck seit 1768 bestehenden Genealogischen Instituts betraut, welches gutachtlich für den Lübecker Rat in Fragen von Verwandtschaft und Erbrechtsfällen tätig war und das Genealogische Register führte. Im Zuge seiner Tätigkeit entstand ein heute die Schröderschen Topographischen Regesten genanntes Werk bestehend aus 33 Folianten, in denen er die Quellen des Oberstadtbuches, des Lübecker Grundbuchs seit 1284 mit 60.000 Eintragungen, systematisch erschloss. Dieses Werk ermöglicht heute die Hausforschung in der Lübecker Altstadt und die Klärung anderer Fragen der Stadtgeschichte bis zum Jahr 1600. Für die folgende Zeit sind von Schröder nur Vorarbeiten verfügbar. Sein wissenschaftlicher Nachlass befindet sich aufgrund seiner eigenen testamentarischen Anordnung im Archiv der Hansestadt Lübeck. Sein Nachfolger als Lübecker Staatsgenealoge wurde Georg Wilhelm Dittmer, der ihn nach seinem Tod als „akademischen Freund“ bezeichnete.
Schröder war ab 1848 Mitglied der Lübecker Bürgerschaft. Der spätere Lübecker Senator Gabriel Christian Carl Hermann Schröder war sein Sohn.

## Schriften
- Dissertatio de privilegiatis parentum inter liberos dispositionibus, Dissertation Universität Jena 1819.
- Topographische und genealogische Notizen aus dem 14. Jahrhundert, Lübeck 1843.
  - Diverse Handschriften im Archiv der Hansestadt Lübeck und seit 1890 teilweise auch in der Stadtbibliothek.